# Condivisioni
Condivisioni è un album musicale, il dodicesimo, di Mariella Nava pubblicato nel 2004 su etichetta Zerolandia per Sony Music su licenza Calycanthus.
Un doppio cd, il primo riprende suoi brani scritti per altri, ricantati da lei con la straordinaria partecipazione delle voci che le hanno rese famose. Il secondo contiene otto inediti come Non deludermi brano dedicato al marito nel giorno delle loro nozze, e It's forever cantato in coppia con Dionne Warwick e scelto come inno dei campionati mondiali di sci di Bormio 2005.
Il brano Non deludermi viene presentato in anteprima durante il tour Cattura il sogno di Renato Zero tra maggio e giugno 2004 ma uscito come singolo solo diversi mesi dopo.
Il brano It's forever è stato nominato tra i 10 brani proposti al pubblico nel corso del 2004 al premio Amnesty International sezione Italia e Voci per la Libertà, per il suo testo che contribuisce alla sensibilizzazione sulla difesa dei diritti umani; il singolo, uscito in commercio, è entrato alla posizione n. 41 della classifica FIMI dei singoli più venduti nella settimana WK 8.
Archi scritti e diretti dal Maestro Renato Serio.
L'album ha sostenuto, devolvendo parte degli incassi, Amnesty International.

## Tracce Disco M
Testi e musiche di Mariella Nava.
1. Questi figli (con Gianni Morandi)
2. Spalle al muro (con la partecipazione di Renato Zero)
3. Il gioco delle parti (con Mietta)
4. Per amore (new version, scritta per Andrea Bocelli)
5. La differenza (con Tosca)
6. Le storie lunghe (con Amii Stewart)
7. Dimenticata (con Syria)
8. Verrà il tempo (con Gigi D'Alessio)

## Tracce Disco N
Testi e musiche di Mariella Nava,
1. It's forever (con Dionne Warwick)
2. Ogni donna è nuda
3. Non deludermi
4. Un uomo
5. È malattia
6. Acqua
7. Polvere di palco
8. Adesso canto

## Formazione
- Mariella Nava - voce, cori, pianoforte
- Cristiano Micalizzi - batteria
- Palmi Nigro - programmazione
- Andrea Pistilli - chitarra acustica, chitarra elettrica
- Stefano Senesi - tastiera, pianoforte
- Egidio Maggio - chitarra acustica, chitarra elettrica
- Tony Brundo - tastiera, pianoforte
- Lutte Berg - chitarra
- Maurizio Galli - basso
- Enzo Di Vita - batteria
- Davide Beatino - basso
- Jack Tama - percussioni
- Nello Salza - tromba
- Simone Salza - sax
- Fiorella Muscatello, Rosa D'Agostino, Vittorio Giannelli, Luca Gaveglia, Max Germani, Valerio Gaveglia, Fernando Manzo, Matteo Neri - cori